# 阿福爾基 (伊利諾伊州)
阿福爾基（英語：Afolkey）是位於美國伊利諾伊州斯蒂芬森縣的一個非建制地區。該地的面積和人口皆未知。

## 地理
阿福爾基的座標為42°25′57″N 89°34′28″W / 42.43250°N 89.57444°W，而該地的平均海拔高度為277米（即909英尺）。